# François Gandillon
François Gandillon (* 1589 in Orléans; † 29. Oktober 1631 in Alençon) war ein französischer Theologe.
Gandillon studierte Theologie und Philosophie und lehrte nach Beendigung seiner Ausbildung die Philosophie öffentlich in Paris. Im Januar 1614 trat er in den Jesuitenorden ein und widmete sich dem Lehrfach. Zuerst trug er in den Schulen seines Ordens in Rodez und Orléans die Philosophie vor. Im Jesuitenkolleg von La Flèche unterrichtete er 1619 Logik, 1620 Physik, 1621–22 Metaphysik und ab 1623 Theologie. Auch in Paris war er Lehrer der Theologie am Collège de Clermont. Erst 1631 wurde er Rektor des Kollegs zu Alençon, wo er im gleichen Jahr im Alter von 42 Jahren starb.
Er verfasste folgendes zu seiner Zeit von der wissenschaftlich gebildeten Geistlichkeit geschätztes asketisches Werk:
- L’ame saincte accomplie de toutes les vertus et connaissances surnaturelles, Alençon 1630; Édition seconde, revue et augmenté de l’Histoire Saincte, comprenant l’Ancien et le Nouveau Testament, depuis la création du monde jusqu’à la mort du Sauveur, Alençon 1632.